# Vale do Lobo
Vale do Lobo é um resort de golfe na região do Algarve, no sul de Portugal. Vale do Lobo compreende um dos três cantos do Triângulo Dourado das comunidades mais ricas e caras do Algarve.
A comunidade acolheu o Open de Portugal, integrado no PGA European Tour, em 2002 e 2003.

## História
Vale do Lobo foi uma das primeiras estâncias turísticas a serem construídas em Portugal, tendo sido catalisada pela decisão do Estado Novo em 1962 de construir o Aeroporto de Faro após o sucesso na década de 1950 de estâncias de luxo espanholas como Torremolinos. Em 1962, a Trust House Forte adquiriu o terreno, que se tornou Vale do Lobo, com a intenção de o transformar num resort de luxo. Na altura, a região era um pinhal manso com praia de areia. Moradias e vilas foram construídas para turistas e residentes estrangeiros permanentes. Foi construído um campo de golfe de 18 buracos desenhado por Henry Cotton e Vale do Lobo rapidamente se tornou um destino popular no mercado britânico. Em 1968, a Trust House Forte e o Grupo Costain abriram o primeiro hotel de cinco estrelas no Algarve, o Dona Filipa, em homenagem a Filipa de Lancaster, cujo casamento com D. João I de Portugal confirmou a Aliança Anglo-Portuguesa de 700 anos.
Em 1977, o empresário holandês Sander van Gelder, nascido em Venlo, adquiriu o resort em liquidação judicial depois de ter enfrentado dificuldades financeiras após a Revolução dos Cravos de 1974. Ele pretendia originalmente adquirir apenas um pequeno terreno na área, mas acabou aproveitando a oportunidade para adquirir todo o resort. O resort foi administrado por van Gelder pelos trinta anos seguintes, acrescentando outro campo de golfe de dezoito buracos e muitas instalações, incluindo bares, restaurantes e lojas. O resort acolheu o Open de Portugal em 2002 e 2003.
Em 2006, uma combinação de investidores portugueses e internacionais, juntamente com o banco estatal português Caixa Geral de Depósitos, adquiriram o empreendimento de van Gelder, instalando Diogo Gaspar Ferreira como CEO. Ao longo dos quatro anos seguintes, o consórcio contraiu doze empréstimos para desenvolver ainda mais o resort, num total de nova dívida de 249 milhões de euros. No verão de 2015, todos estes empréstimos estavam em atraso. Por cinco destes empréstimos serem da Caixa, numa altura em que Armando Vara era administrador do banco, foram investigados no âmbito da Operação Marquês, e figuraram nas acusações contra José Sócrates e outros arguidos da Operação Marquês.